# 陈匪石
陳匪石（1884年—1959年3月），名世宜，號小樹，又號倦鶴，笔名匪石，斋号旧时月色斋，江蘇南京人，中国词学家、民主人士。

## 名字由来
陈匪石早年为新闻记者，笔名「匪石」，取义于《诗经·邶风·柏舟》「我心匪石，不可转也」。其书斋名「旧时月色斋」语出宋姜夔《暗香》：「旧时月色，算几番照我，梅边吹笛。」

## 生平
早年就讀尊經書院，曾隨張次珊學詞，1901年於南京創辦新學，任教於幼幼學堂國文老師。1906年赴日學習法律，加入同盟會。1908年返國，任法政學堂教員，又隨朱祖謀研究詞學，並參加南社，編《七襄》刊物。據傳譯有《最後一課》（鄭逸梅《南社叢談》），但無法确認。1952年任上海市文物保管委员会通信编纂。
1959年3月病逝。

## 著作
著有《宋詞舉》